# アップ・オール・ナイト (テイク・ザットの曲)
「アップ・オール・ナイト」（Up All Night）はテイク・ザットのシングル曲。5枚目のスタジオ・アルバム『ザ・サーカス』に収録されている。メインボーカルはマーク・オーウェン。
『ザ・サーカス』からの2枚目のシングルであり、イギリスとアイルランドで発売された。初めてこの曲をパフォーマンスしたのは2008年12月7日にITVで放送されたホスト番組“Take That Come To Town”の中であった。またバラエティ番組“Ant & Dec's Saturday Night Takeaway”と音楽番組トップ・オブ・ザ・ポップスのクリスマス特番でもパフォーマンスした。

## チャート
2009年2月14日にすでにUKトップ75にチャート入り(72位)し、2週目で59位まで上り詰めた。3週目に37位、4週目にはダウンロードチャートで17位し、その次の週で最高位14位をマークした。
アイルランドチャートでは最高位19位を記録している。
UKエアプレイチャートでは1位を獲得。

## ミュージックビデオ
ビデオは2009年1月27日に公開された。監督はダニエル・ウォルフ。
クロイドンの住宅街でストリートパーティをしているという設定で、衣装は古めかしいものである。後半からゲイリー・バーロウが映らなくなるが、これは撮影当日に妊娠中だった妻のドーンが出産間近となったため付き添いに行ったからである。撮影終了直後無事に誕生し、デイジーという名が付けられた。

## トラックリスト
CD
1. "アップ・オール・ナイト"
2. "84"

iTunes シングル
1. "アップ・オール・ナイト"— 3:24
2. "アップ・オール・ナイト" (ミュージックビデオ) — 3:34

## 各国のチャート
| チャート     | 最高位 |
| ------------ | ------ |
| クロアチア   | 23     |
| ヨーロッパ   | 49     |
| アイルランド | 19     |
| UKエアプレイ | 1      |
| UK           | 14     |